# Campeonato Mundial de Halterofilismo de 2015 - Até 56 kg masculino
A categoria até 56 kg masculino foi um evento do Campeonato Mundial de Halterofilismo de 2015, disputado no Centro de Convenções George R. Brown, em Houston, nos Estados Unidos, entre 20 e 21 de novembro de 2015.

## Calendário
Horário local (UTC-6)
| Dia            | Horário | Fase    |
| -------------- | ------- | ------- |
| 20 de novembro | 13:00   | Grupo C |
| 20 de novembro | 17:30   | Grupo B |
| 21 de novembro | 14:55   | Grupo A |

## Medalhistas
| Prova     | Ouro              | Ouro   | Prata              | Prata  | Bronze               | Bronze |
| --------- | ----------------- | ------ | ------------------ | ------ | -------------------- | ------ |
| Arranque  | Wu Jingbiao (CHN) | 139 kg | Arli Chontey (KAZ) | 132 kg | Om Yun-chol (PRK)    | 131 kg |
| Arremesso | Om Yun-chol (PRK) | 171 kg | Wu Jingbiao (CHN)  | 163 kg | Nestor Colonia (PHI) | 158 kg |
| Total     | Om Yun-chol (PRK) | 302 kg | Wu Jingbiao (CHN)  | 302 kg | Thạch Kim Tuấn (VIE) | 287 kg |

## Recordes
Antes desta competição, os recordes mundiais da categoria eram os seguintes:
| Recorde         | Tipo      | Atleta            | Peso   | Local   | Data                   |
| --------------- | --------- | ----------------- | ------ | ------- | ---------------------- |
| Recorde Mundial | Arranque  | Halil Mutlu (TUR) | 138 kg | Antália | 4 de novembro de 2001  |
| Recorde Mundial | Arremesso | Om Yun-chol (PRK) | 170 kg | Incheon | 20 de setembro de 2014 |
| Recorde Mundial | Total     | Halil Mutlu (TUR) | 305 kg | Sydney  | 16 de setembro de 2000 |

Os seguintes novos recordes foram estabelecidos durante esta competição:
| Arranque  | 139 kg | Wu Jingbiao (CHN) | Recorde mundial |
| Arremesso | 171 kg | Om Yun-chol (PRK) | Recorde mundial |

## Resultados
Os resultados foram os seguintes:
| Pos.              | Atleta                         | Grupo | Peso (kg) | Arranque (kg) | Arranque (kg) | Arranque (kg) | Arranque (kg)     | Arremesso (kg) | Arremesso (kg) | Arremesso (kg) | Arremesso (kg)    | Total (kg) |
| Pos.              | Atleta                         | Grupo | Peso (kg) | 1             | 2             | 3             | Pos.              | 1              | 2              | 3              | Pos.              | Total (kg) |
| ----------------- | ------------------------------ | ----- | --------- | ------------- | ------------- | ------------- | ----------------- | -------------- | -------------- | -------------- | ----------------- | ---------- |
| Medalha de ouro   | Om Yun-chol (PRK)              | A     | 55,78     | 127           | 131           | 133           | Medalha de bronze | 165            | 171            | 175            | Medalha de ouro   | 302        |
| Medalha de prata  | Wu Jingbiao (CHN)              | A     | 55,93     | 135           | 135           | 139           | Medalha de ouro   | 160            | 163            | 166            | Medalha de prata  | 302        |
| Medalha de bronze | Thạch Kim Tuấn (VIE)           | A     | 55,91     | 130           | 130           | 133           | 4                 | 151            | 153            | 157            | 4                 | 287        |
| 4                 | Nestor Colonia (PHI)           | A     | 55,95     | 120           | 124           | 124           | 5                 | 152            | 157            | 158            | Medalha de bronze | 282        |
| 5                 | Sergio Rada (COL)              | A     | 55,85     | 115           | 118           | 118           | 8                 | 145            | 150            | 151            | 6                 | 268        |
| 6                 | Witoon Mingmoon (THA)          | B     | 55,67     | 110           | 110           | 115           | 17                | 150            | 155            | 158            | 5                 | 265        |
| 7                 | Sinphet Kruaithong (THA)       | A     | 55,75     | 120           | 123           | 123           | 7                 | 141            | 145            | 145            | 10                | 265        |
| 8                 | Habib de las Salas (COL)       | A     | 55,87     | 113           | 113           | 117           | 9                 | 145            | 151            | 153            | 11                | 262        |
| 9                 | Surahmat Wijoyo (INA)          | B     | 55,63     | 112           | 112           | 116           | 15                | 140            | 145            | 149            | 7                 | 261        |
| 10                | Josué Brachi (ESP)             | B     | 55,74     | 115           | 118           | 120           | 6                 | 138            | 140            | 143            | 15                | 260        |
| 11                | Muhammad Purkon (INA)          | B     | 55,47     | 115           | 119           | 119           | 10                | 135            | 140            | 143            | 12                | 258        |
| 12                | Mirco Scarantino (ITA)         | A     | 55,76     | 115           | 115           | 115           | 11                | 142            | 147            | 147            | 14                | 257        |
| 13                | José Montes (MEX)              | B     | 55,88     | 110           | 110           | 113           | 19                | 146            | 146            | 149            | 9                 | 256        |
| 14                | Nguyễn Trần Anh Tuấn (VIE)     | B     | 55,82     | 110           | 115           | 117           | 12                | 140            | 140            | 146            | 16                | 255        |
| 15                | Hiroaki Takao (JPN)            | C     | 55,82     | 108           | 108           | 111           | 16                | 134            | 134            | 137            | 18                | 248        |
| 16                | Enmanuel Rocafuerte (ECU)      | C     | 55,92     | 105           | 108           | 110           | 21                | 135            | 140            | 142            | 17                | 248        |
| 17                | Tan Chi-chung (TPE)            | C     | 55,79     | 110           | 110           | 113           | 18                | 135            | 138            | 138            | 19                | 245        |
| 18                | İsmet Algül (TUR)              | B     | 55,73     | 111           | 114           | 116           | 13                | 130            | 130            | 135            | 26                | 244        |
| 19                | Jamjang Deru (IND)             | C     | 55,75     | 102           | 102           | 105           | 27                | 133            | 138            | 142            | 13                | 244        |
| 20                | Tom Goegebuer (BEL)            | C     | 55,78     | 108           | 109           | 113           | 14                | 128            | 130            | 130            | 27                | 243        |
| 21                | Gökhan Kılıç (TUR)             | B     | 55,86     | 108           | 111           | 111           | 20                | 132            | 138            | 138            | 24                | 240        |
| 22                | Manueli Tulo (FIJ)             | C     | 55,93     | 103           | 107           | 110           | 23                | 127            | 133            | 138            | 23                | 240        |
| 23                | Oleg Sîrghi (MDA)              | C     | 55,91     | 100           | 105           | ---           | 25                | 132            | 133            | 133            | 22                | 238        |
| 24                | Ösökhbayaryn Chagnaadorj (MGL) | C     | 55,36     | 100           | 105           | 105           | 24                | 130            | 136            | 136            | 25                | 235        |
| 25                | Sukhen Dey (IND)               | C     | 55,69     | 95            | 102           | 106           | 26                | 133            | 138            | 138            | 20                | 235        |
| 26                | Francisco Barrera (CHI)        | C     | 55,80     | 102           | 105           | 105           | 28                | 130            | 130            | 130            | 28                | 232        |
| 27                | Michael Otero (ESP)            | C     | 55,96     | 97            | 97            | 97            | 29                | 127            | 127            | 132            | 29                | 224        |
| ---               | Arli Chontey (KAZ)             | A     | 55,54     | 127           | 131           | 132           | Medalha de prata  | 150            | 150            | 150            | ---               | ---        |
| ---               | Amine Bouhijbha (TUN)          | B     | 55,66     | 107           | 111           | 111           | 22                | 135            | 135            | 135            | ---               | ---        |
| ---               | Luis García (DOM)              | B     | 55,63     | 112           | 112           | 115           | ---               | 140            | 145            | 148            | 8                 | ---        |
| ---               | Ilie Ciotoiu (ROU)             | B     | 55,87     | 104           | 104           | 104           | ---               | 133            | 136            | 136            | 21                | ---        |
| ---               | Long Qingquan (CHN)            | A     | 55,93     | 131           | 131           | 131           | ---               | ---            | ---            | ---            | ---               | ---        |
| DSQ               | Mansour Al-Saleem (KSA)        | B     | 55,53     | 119           | 123           | 123           | ---               | 138            | 141            | 144            | ---               | ---        |